# 大安寺 (长沙市)
大安寺，原名新安寺，坐落在中华人民共和国湖南省长沙市雨花区跳马镇，是一座禅宗比丘尼寺院。:94

## 沿革
清朝，新安寺建立，坐落在跳马镇新德村翠峰山之南，曾藏有左宗棠书法手迹。:94
中华人民共和国建立后，1952年，土地改革运动，跳马镇人民政府把寺院拆除。:941997年10月起，铁炉寺的释悟心受到信众的邀请，主持重建大安寺，2004年初步完工，并且对外开放。:942007年募捐到资金70多万，重修道路和围墙。:952012年募捐到资金240万重修大雄宝殿。:952013年新建山门殿，2014年新建客堂和三层楼的宿舍。:952015年，寺院更名为“大安寺”。2015年至17年，新修了停车坪。2020年，地藏殿、阿弥陀佛殿建立，宿舍重建。

## 主持
- 释悟心，长沙市佛教协会副秘书长

## 周边建筑
- 左宗棠墓